# Jeff Dee
Jeff Dee, född 15 maj 1961, är en amerikansk tecknare och spelkonstruktör bosatt i Austin, Texas. Jeff Dee är en välkänd profil inom rollspelsvärlden då han redan som tonåring under 1970-talets slut var aktiv som illustratör och konstruktör av spelet Dungeons & Dragons.
Jeff Dee är också en uttalad ateist och är engagerad i Atheist Community of Austin där han bland annat medverkar i tv-programmet Atheist Experience och radioprogrammet the Non-Prophets.